# Backup Exec
Veritas Backup Exec (ранее Symantec Backup Exec) — программное обеспечение для резервного копирования и восстановления данных на Windows, Linux и UNIX системах. В 2008 году была выпущена версия Symantec Backup Exec 12.5, в 2010 — версия Symantec Backup Exec 2010. В марте 2012 года состоялся релиз новой, 2012 версии, которая содержит:
— новый адаптивный интерфейс, ориентированный на защиту серверов и сервисов
— обладает встроенным функционалом быстрого восстановления систем (в том числе в виртуальную среду и на новое «железо»)
— предлагает передовые технологии для защиты виртуальных сред (технология V-Ray и др.)

## Архитектура
Продукт включает в себя один или более сервер резервного копирования (англ. Media server), к которому подключены ленточные либо дисковые устройства резервного копирования. Сервер резервного копирования осуществляет непосредственную передачу данных на/с устройство резервного копирования, управляет заданиями резервного копирования, ротацией носителей резервных копий (будь то магнитные ленты, либо наборы файлов на дисках).
На резервируемых серверах устанавливается агент, осуществляющий выбор конкретных файлов для резервного копирования и отправку данных на сервер резервного копирования. При необходимости агент может производить шифрование данных.

## Поддерживаемые операционные системы
Продукт поддерживает установку агентов резервного копирования на следующие операционные системы:
- Apple Mac OS X
- IBM AIX
- Microsoft Windows
- Novell NetWare
- Red Hat Enterprise Linux
- Sun Solaris
- SUSE Linux Enterprise Server
- VMware ESX

Сервер резервного копирования может быть установлен только на системе Microsoft Windows, однако возможно резервное копирование и на устройства, подключённые к Linux серверам, используя опцию Remote Media Agent for Linux Servers.